# Pensacola Barracudas (futebol)
O Pensacola Barracudas foi um clube de futebol Norte Americano baseado na cidade de Pensacola na Flórida. Atuou apenas por uma temporada na terceira divisão do país, aonde teve como destaque o lateral-esquerdo brasileiro Dida.

## Campanha
| Ano  | Divisão | Liga                 | Posi. regional | Playoffs        | Copa            |
| ---- | ------- | -------------------- | -------------- | --------------- | --------------- |
| 1998 | 3ª      | USISL D-3 Pro League | 4º, Sudeste    | Não classificou | Não classificou |